# Prasophyllum milfordense
Prasophyllum milfordense är en orkidéart som beskrevs av David Lloyd Jones. Prasophyllum milfordense ingår i släktet Prasophyllum och familjen orkidéer.
Artens utbredningsområde är Tasmanien. Inga underarter finns listade i Catalogue of Life.